# 공진회 (중국동맹회)

공진회가 사용한 십팔성기는 나중에 중화민국의 육군기로 사용되었다.

공진회(共進會)는 중국혁명동맹회원들이 청나라 말기 비밀결사 단체인 '회당'(會黨)과 연결하여 세운 혁명단체를 말한다.
1907년 8월 자오다펑, 장바이샹, 덩원후이, 우융산, 류궁, 쑨우 등이 일본 도쿄에서 이 단체를 결성하면서 장바이샹을 총리로 추대했다. 만주족의 통치를 반대하고 민족의 위기를 구제할 것을 선언하고, 동맹회 강령 가운데 '평균지권'을 '평균인권'으로 고쳤다. 1911년 10월 '문학사'와 연합하여 우창 봉기를 일으켰다.